# Вагиноза
Вагиноза представља промену флоре вагине. У нормалним условима у вагини се налази одређен број бактерија и гљивица које се налазе у равнотежи. Узрок вагинозе није познат, једино што се зна је да доводи до повећања одређене врсте бактерија у вагини и на тај начин изазива упалу. Око 50% жена нема никакве симптоме а код других се јавља бео, лепљив или зеленкаст секрет који је јачи него обично, непријатног је мириса, а може се јавити и свраб. Вагиноза у принципу није опасна, мада понекад може да узрокује инфекцију материце и Фалопијевих туба, а у трудноћи да изазове превремен порођај. Да би се поставила дијагноза вагинозе треба да буду испуњени следећи услови: густи бели лепљиви исцедак, вагинална киселост (pH) виша од 4,5 и да секрет има непријатан мирис. Вагиноза није преносива инфекција тако да лечење партнера није потребно чак ни превентивно, односно мушкарци не могу бити ни носиоци ни заражени. У већини случајева лечи се метронидазолом.